# KAJ (zespół muzyczny)
KAJ – fińsko-szwedzka grupa muzyczno-kabaretowa, założona w 2009 roku. W skład formacji wchodzą: Axel Åhman, Jakob Norrgård i Kevin Holmström. Reprezentanci Szwecji w 69. Konkursie Piosenki Eurowizji (2025).
Nazwa KAJ to akronim pierwszych liter imion członków zespołu. Ich twórczość charakteryzuje się humorem i satyrą, a teksty piosenek są często pisane w lokalnym dialekcie Vörå.

## Historia

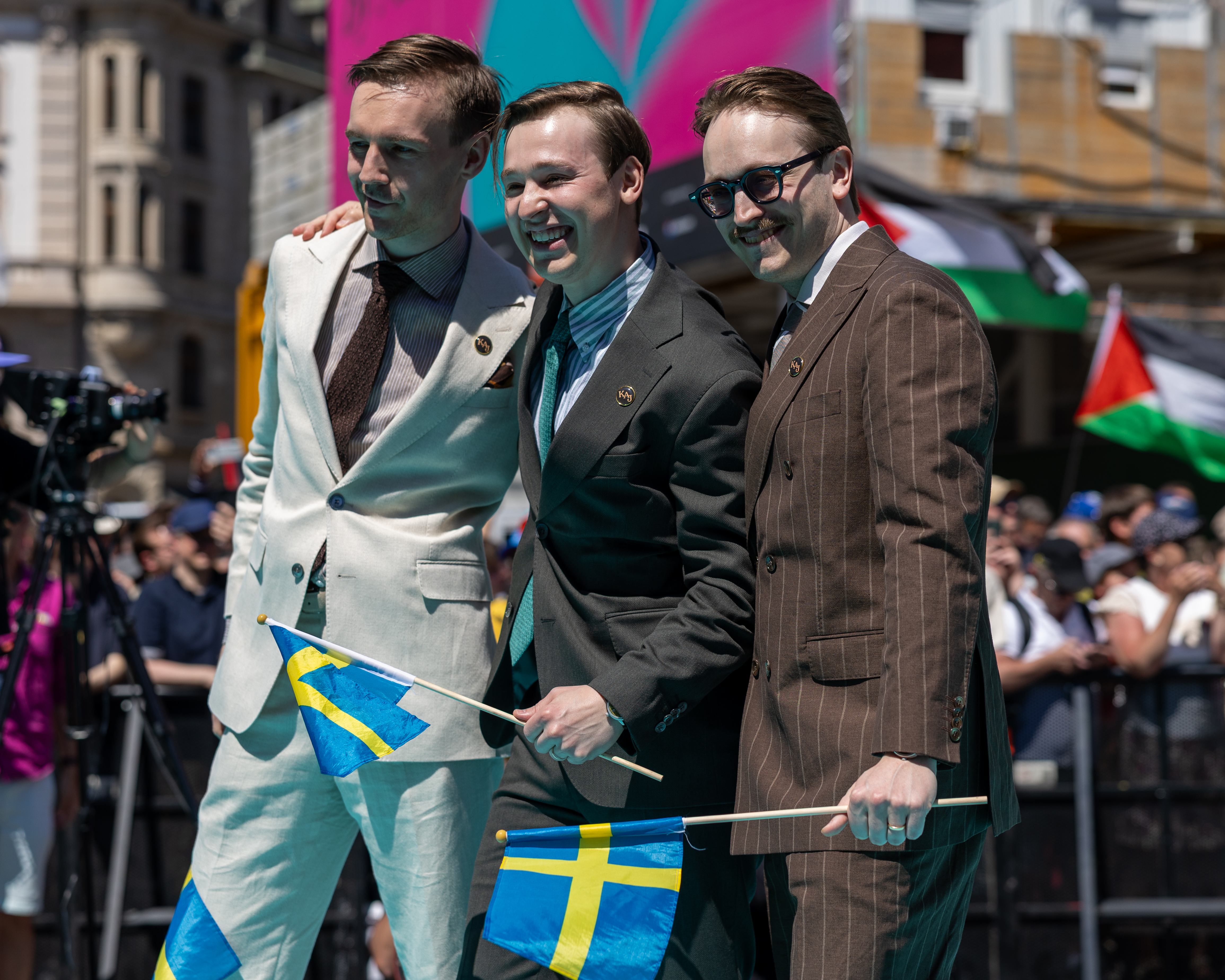
KAJ podczas ceremonii otwarcia 69. Konkursu Piosenki Eurowizji w Bazylei (2025)

Członkowie zespołu poznali się w młodości w Vörå. Każdy z nich wywodzi się ze szwedzkojęzycznej mniejszości w Finlandii, a dokładniej z regionu Ostrobotnii. Åhman i Norrgård nawiązali przyjaźń poprzez wspólną grę w piłkę nożną, natomiast Holmström poznał Åhmana na torze motocrossowym. Norrgård i Holmström spotkali się na szkolnej dyskotece w Maxmo dzięki zaangażowaniu wspólnego przyjaciela, Åhmana. Wszyscy trzej uczęszczali później do tej samej szkoły, co zacieśniło ich więź towarzyską i doprowadziło do założenia grupy w 2009, kiedy mieli po 16 lat.
W 2012 wydali debiutancki album Professionella Pjasalappar. W 2014 odbyły się liczne przedstawienia ich programu kabaretowego Pjäs elo pjas – det är frågan w Wasa Teater w Vaasie, który później został wyemitowany na kanale Yle Fem, a odpowiednio w 2018 i 2021 wystawili w tym teatrze dwa musicale: Gambämark i Botnia Paradise. W 2015 grupa została wyróżniona tytułem „Honorowego Ostrobotczyka Roku”. W 2018 zdecydowali się na pełnoetatową działalność artystyczną. 8 marca 2025 z piosenką „Bara bada bastu” zwyciężyli finał szwedzkich preselekcji Melodifestivalen 2025, dzięki czemu reprezentowali Szwecję w Konkursie Piosenki Eurowizji 2025 w Bazylei. 13 maja wystąpili jako szóści w pierwszym półfinale i awansowali do finału. 17 maja w finale zespół wystąpił jako dwudziesty trzeci w kolejności i zajął 4. miejsce, zdobywszy łącznie 321 punktów, w tym 126 pkt od jury (6. miejsce) oraz 195 pkt od widzów (3. miejsce).

## Muzycy
- Axel Åhman(inne języki) (ur. 6 lutego 1993 w Vörå) – akordeon, śpiew[13]
- Jakob Norrgård(inne języki) (ur. 22 marca 1993 w Maxmo(inne języki)) – śpiew[13]
- Kevin Holmström(inne języki) (ur. 12 grudnia 1993 w Oravais(inne języki)) – śpiew[13]

## Dyskografia

### Albumy
| Rok  | Dane dot. albumu | Najwyższa pozycja na liście |
| Rok  | Dane dot. albumu | FIN                         |
| ---- | --- | --------------------------- |
| 2012 | Professionella Pjasalappar - Wydany: 30 czerwca 2012 - Wytwórnia: EmuBands - Format: CD, digital download, streaming              | –                           |
| 2014 | Lokalproducerat Pjas - Wydany: 27 września 2014 - Wytwórnia: niezależne - Format: CD, digital download, streaming                 | –                           |
| 2016 | Kom ti byin - Wydany: 9 października 2016 - Wytwórnia: Pjas Productions Ab - Format: CD, digital download, streaming              | –                           |
| 2018 | Gambämark - Wydany: 14 września 2018 - Wytwórnia: Pjas Productions Ab - Format: CD, digital download, streaming                   | –                           |
| 2019 | Born to Börn (jako Vörjeans) - Wydany: 14 czerwca 2019 - Wytwórnia: Pjas Productions Ab - Format: CD, digital download, streaming | –                           |
| 2021 | Botnia Paradise - Wydany: 10 grudnia 2021 - Wytwórnia: Pjas Productions Ab - Format: CD, digital download, streaming              | –                           |
| 2024 | Karar i arbeit - Wydany: 10 maja 2024 - Wytwórnia: niezależne - Format: CD, digital download, streaming                           | 32                          |

### Minialbumy
| Rok  | Dane dot. minialbumu                                                                                           |
| ---- | --- |
| 2020 | KAJ 10 (Live) - Wydany: 7 maja 2020 - Wytwórnia: Pjas Productions Ab - Format: CD, digital download, streaming |

### Kompilacje
| Rok  | Dane dot. kompilacji                                                                        | Najwyższe pozycje na listach | Najwyższe pozycje na listach |
| Rok  | Dane dot. kompilacji                                                                        | FIN                          | SWE                          |
| ---- | ------------------------------------------------------------------------------------------- | ---------------------------- | ---------------------------- |
| 2025 | Sauna Collection - Wydany: 16 maja 2025 - Wytwórnia: Warner Music Group - Format: winyl, CD | 1                            | 9                            |

### Single
| Rok | Tytuł                                   | Najwyższe pozycje na listach | Najwyższe pozycje na listach | Najwyższe pozycje na listach | Najwyższe pozycje na listach | Najwyższe pozycje na listach | Najwyższe pozycje na listach | Najwyższe pozycje na listach | Najwyższe pozycje na listach | Najwyższe pozycje na listach | Najwyższe pozycje na listach | Najwyższe pozycje na listach | Najwyższe pozycje na listach | Najwyższe pozycje na listach | Najwyższe pozycje na listach | Najwyższe pozycje na listach | Najwyższe pozycje na listach | Najwyższe pozycje na listach | Najwyższe pozycje na listach | Najwyższe pozycje na listach | Album                |
| Rok | Tytuł                                   | FIN                          | AUT                          | BEL (Fl)                     | CZE Stream.                  | EST Air.                     | GRE Int.                     | NLD                          | IRE                          | ICE                          | LTU                          | LUX                          | LAT                          | GER                          | NOR                          | POL Stream.                  | SVK Stream.                  | SWI                          | SWE                          | UK                           | Album                |
| --- | --------------------------------------- | ---------------------------- | ---------------------------- | ---------------------------- | ---------------------------- | ---------------------------- | ---------------------------- | ---------------------------- | ---------------------------- | ---------------------------- | ---------------------------- | ---------------------------- | ---------------------------- | ---------------------------- | ---------------------------- | ---------------------------- | ---------------------------- | ---------------------------- | ---------------------------- | ---------------------------- | -------------------- |
| 2013 | „Heimani i skick”                       | –                            | –                            | –                            | –                            | X                            | –                            | –                            | –                            | –                            | –                            | –                            | –                            | –                            | –                            | –                            | –                            | –                            | –                            | –                            | Lokalproducerat Pjas |
| 2014 | „Jåo nåo e ja jåo yolo ja nåo”          | –                            | –                            | –                            | –                            | X                            | –                            | –                            | –                            | –                            | –                            | –                            | –                            | –                            | –                            | –                            | –                            | –                            | –                            | –                            | Lokalproducerat Pjas |
| 2015 | „Pa to ta na kako?”                     | –                            | –                            | –                            | –                            | X                            | –                            | –                            | –                            | –                            | –                            | –                            | –                            | –                            | –                            | –                            | –                            | –                            | –                            | –                            | Kom ti byin          |
| 2015 | „Taco hej (me Gusta)”                   | –                            | –                            | –                            | –                            | X                            | –                            | –                            | –                            | –                            | –                            | –                            | –                            | –                            | –                            | –                            | –                            | –                            | –                            | –                            | Kom ti byin          |
| 2017 | „Paavos Barkbrö” (Live)                 | –                            | –                            | –                            | –                            | X                            | –                            | –                            | –                            | –                            | –                            | –                            | –                            | –                            | –                            | –                            | –                            | –                            | –                            | –                            | –                    |
| 2019 | „Volvoräägör” (jako Vörjeans)           | –                            | –                            | –                            | –                            | X                            | –                            | –                            | –                            | –                            | –                            | –                            | –                            | –                            | –                            | –                            | –                            | –                            | –                            | –                            | Born to Börn         |
| 2019 | „Text-TV”                               | –                            | –                            | –                            | –                            | X                            | –                            | –                            | –                            | –                            | –                            | –                            | –                            | –                            | –                            | –                            | –                            | –                            | –                            | –                            | –                    |
| 2019 | „Vems pojk e do?”                       | –                            | –                            | –                            | –                            | X                            | –                            | –                            | –                            | –                            | –                            | –                            | –                            | –                            | –                            | –                            | –                            | –                            | –                            | –                            | –                    |
| 2022 | „Rejpelts Miss Valborg” (jako Vörjeans) | –                            | –                            | –                            | –                            | X                            | –                            | –                            | –                            | –                            | –                            | –                            | –                            | –                            | –                            | –                            | –                            | –                            | –                            | –                            | –                    |
| 2022 | „Håo Håo Vööbåo” (jako Vörjeans)        | –                            | –                            | –                            | –                            | X                            | –                            | –                            | –                            | –                            | –                            | –                            | –                            | –                            | –                            | –                            | –                            | –                            | –                            | –                            | –                    |
| 2024 | „Firmans man”                           | –                            | –                            | –                            | –                            | –                            | –                            | –                            | –                            | –                            | –                            | –                            | –                            | –                            | –                            | –                            | –                            | –                            | –                            | –                            | Karar i arbeit       |
| 2024 | „Dansgolv”                              | –                            | –                            | –                            | –                            | –                            | –                            | –                            | –                            | –                            | –                            | –                            | –                            | –                            | –                            | –                            | –                            | –                            | –                            | –                            | Karar i arbeit       |
| 2025 | „Bara bada bastu”                       | 1                            | 7                            | 42                           | 35                           | 69                           | 5                            | 12                           | 50                           | 3                            | 4                            | 14                           | 3                            | 24                           | 1                            | 15                           | 71                           | 4                            | 1                            | 48                           | Sauna Collection     |
| „–” oznacza, że singel nie był notowany na danej liście. „X” oznacza, że lista nie istniała w danym okresie. |                                         |                              |                              |                              |                              |                              |                              |                              |                              |                              |                              |                              |                              |                              |                              |                              |                              |                              |                              |                              |                      |